# Charlene du Preez
Pour les articles homonymes, voir du Preez.
Charlene du Preez, née le 4 décembre 1987 à Sasolburg, est une coureuse cycliste sud-africaine.

## Palmarès

### Jeux olympiques
- Tokyo
  - 27e du keirin
  - 21e de la vitesse individuelle

### Championnats d'Afrique
- Pietermaritzburg 2019
  -  Championne d'Afrique du 500 mètres
  -  Championne d'Afrique du keirin
  -  Championne d'Afrique de vitesse individuelle

- Le Caire 2020
  -  Championne d'Afrique du 500 mètres
  -  Championne d'Afrique du keirin
  -  Championne d'Afrique de vitesse individuelle
  -  Championne d'Afrique de vitesse par équipes (avec Claudia Gnudi)

- Le Caire 2021
  -  Championne d'Afrique du 500 mètres
  -  Championne d'Afrique du keirin
  -  Championne d'Afrique de vitesse individuelle